# Joachim Rego
Joachim Rego (ur. 16 sierpnia 1954 w Rangunie w Birmie) – duchowny katolicki, pasjonista, od 2012 do 2024 przełożony generalny Zgromadzenia Męki Pańskiej.

## Życiorys
Urodzony 16 sierpnia 1954 w Birmie. Wraz z rodziną emigrował do Australii. Wstąpił do nowicjatu australijskiej prowincji Zgromadzenia Męki Pańskiej w Glen Osmond i w 17 stycznia 1976 złożył śluby zakonne. 28 listopada 1981 przyjął święcenia kapłańskie. Po święceniach pełnił różne funkcje w Australii i w Papui-Nowej Gwinei: był proboszczem, przełożonym alumnów, mistrzem nowicjatu i dyrektorem domu rekolekcyjnego. W latach 1995–2003 (przez dwie kadencje) był wikariuszem regionalnym dla Papui-Nowej Gwinei, później był przełożonym australijskiej prowincji pasjonistów. W 2012 roku podczas 46. Kapituły Generalnej Zgromadzenia Męki Pańskiej został wybrany dwudziestym piątym przełożonym generalnym swojego zgromadzenia zakonnego. W 2018 roku podczas 47. Kapituły Generalnej ponownie wybrany na to stanowisko.